# Довженково (Курська область)
Довженково (рос. Долженково) — село в Обоянському районі Курської області Російської Федерації.
Населення становить 418 осіб. Входить до складу муніципального утворення Рибино-Будська сільрада.

## Історія
Населений пункт розташований на території українського етнічного та культурного краю Східна Слобожанщина.
Від 2004 року входить до складу муніципального утворення Рибино-Будська сільрада.

## Населення
1. Н/Д[2]